# 托里-迪多纳沙马
托里-迪多纳沙马是葡萄牙布拉干萨区的一个堂区。总面积27.65平方公里，总人口1386人，人口密度50.1人/平方公里。